# تاريخ اليهود في هولندا

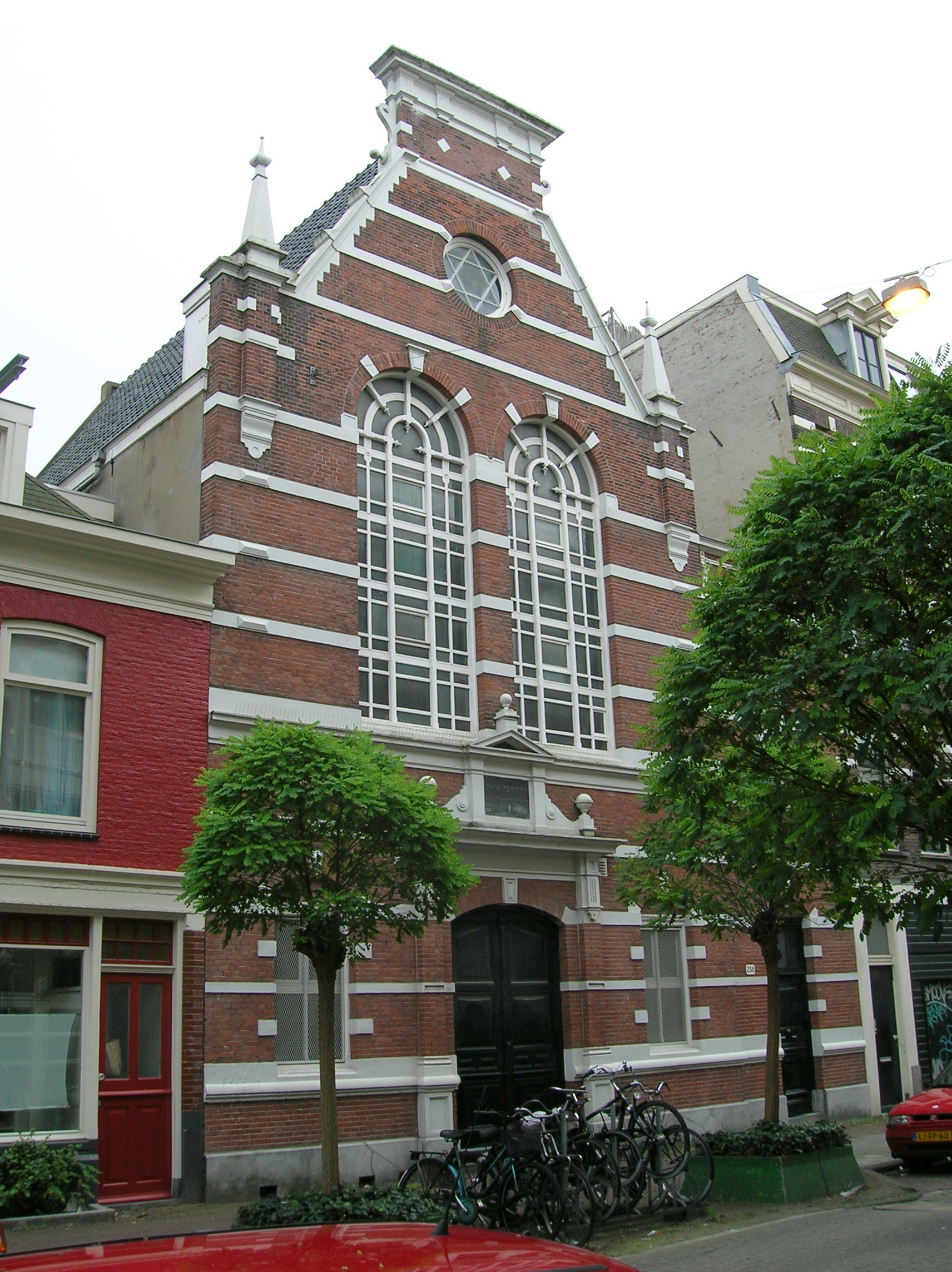

يُعتبر القرن السادس عشر، إلى حد كبير، بداية تاريخ وجود اليهود في هولندا، حينما بدأ الاستيطان اليهودي في أمستردام ومدنٍ أخرى. استمر الوجود اليهودي في هولندا حتى هذا اليوم. عقب احتلال هولندا على يد ألمانيا النازية في شهر مايو عام 1940، تعرض المجتمع اليهودي إلى قمع شديد. قُتل نحو 70% من اليهود على يد النازيين في الهولوكوست خلال الحرب العالمية الثانية.
كانت المنطقة التي تُعرف اليوم باسم هولندا جزءًا من الإمبراطورية الإسبانية، لكن في عام 1581، أعلنت المقاطعات الهولندية الشمالية استقلالها. كان الدافع الرئيس وراء الاستقلال هو رغبة السكان باتباع المذهب البروتستانتي، والذي كان محظورًا تحت الحكم الإسباني. كان التسامح الديني عنصرًا مهمًا من دستور الدولة المستقلة حديثًا. لذا جذب هذا التسامح اهتمام اليهود المضطهدين دينيًا في مختلف أنحاء العالم. هاجر الكثير من اليهود إلى هولندا سعيًا عن الحريات الدينية، وازدهرت مجتمعاتهم هناك.
خلال فترة الاحتلال النازي لهولندا في الحرب العالمية الثانية، قُتل 70% من تعداد اليهود في هولندا خلال الهولوكوست، والتي شملت ترحيل اليهود إلى معسكرات الاعتقال والإبادة.

## تاريخ اليهود في هولندا

### التاريخ المبكر
من المرجح أن الوصول الأول لليهود إلى «الأراضي المنخفضة»، والتي تشكل اليوم بلجيكا وهولندا، تمّ خلال الغزو الروماني في الفترة المبكرة من الحقبة العامة (بعد الميلاد). لا يُعرف الكثير عن هؤلاء المستوطنين الأوائل، باستثناء أن عددهم كان قليلًا. كان الوجود اليهودي، لفترة من الزمن، عبارة عن مجتمعات صغيرة معزولة وعوائل متناثرة في أغلب الأحيان. تعود أولى دلائل الوجود اليهودي المثبتة بالوثائق إلى العقد الأول من القرن الثاني عشر، وتعكس تلك السجلات، على مدار عدة قرون، تعرّض اليهود إلى الاضطهاد في تلك المنطقة، والطرد منها بشكل متكرر. تذكر المصادر المبكرة من القرنين الحادي عشر والثاني عشر جدالات أو نزاعات رسمية بين المسيحيين واليهود، والتي جرت خلالها محاولات لإقناع اليهود بحقيقة المسيحية وتنصيرهم. وُثقّت تلك الوقائع في مقاطعات أخرى ضمن فترة أبكر، تحديدًا بعد طرد اليهود من فرنسا عام 1321 والاضطهاد في هينو ومقاطعات نهر الراين. وُثق الوجود الأول لليهود في مقاطعة خيلدرلاند عام 1325. استوطن اليهود نايميخن، أقدم مستوطنة، وبلدات دوسبورخ وزوتفن وآرنم منذ عام 1404. بدءًا من القرن الثالث عشر، تشير مصادرٌ إلى وجود اليهود في مقاطعتي برابانت وليمبورخ، وفي مدن مثل بروكسل ولويفن وتينين وماستريخت بشكل رئيس. تذكر المصادر من القرن الرابع عشر المستوطنين اليهود في مدينتي أنتويرب وميشيلين وفي المنطقة الشمالية من غيلدرن.
بين عامي 1347 و1351، ضرب وباء الموت الأسود أوروبا. أدى ذلك إلى بروز موضوع جديد في الخطابات المعادية للسامية خلال العصور الوسطى. حُمّل اليهود مسؤولية انتشار الوباء والطريقة التي تفشى بها بسرعة جراء الاعتقاد أنهم (الهيود) سمموا ماه الينابيع التي يستخدمها المسيحيون. تذكر عدة حوليات من العصور الوسطى هذا الأمر، مثل مؤلفات رودولف دو ريفو (نحو عام 1403) من تونغرين، الذي كتب عن مقتل اليهود في مقاطعة برابانت ومدينة زفوله لأنهم اتهموا بنشر الموت الأسود. أُضيفت تلك الاتهامات إلى الأكاذيب الأخرى التقليدية، كفرية الدم مثلًا، الموجهة ضد اليهود. اتهم اليهود بتخريب وثقب الخبز المستخدم في القربان المقدس وقتل الأطفال المسيحيين لاستخدام دمائهم في طقوس الاحتفال بعيد الفصح اليهودي. تعرّضت المجتمعات اليهودية المحلية إلى القتل في أغلب الأحيان بناءً على تهم مثل السرقة أو تدنيس القربان المقدس. بالإضافة لذلك، بالإمكان توثيق ذلك الاضطهاد من خلال حوادث تعرض فيها اليهود إلى الإساءة والإهانة، في مدنٍ مثل زوتفن وديفينتر وأوترخت، بناء على مزاعم تدنيس القربان المقدس. ذبح المتمردون غالبية اليهود في المنطقة وطردوا من بقي على قيد الحياة.
في عام 1349، سمح لويس الرابع، الإمبراطور الروماني المقدس، لدوق خيلدرز باستقبال اليهود في دوقيته، حيث قدّم اليهود خدماتهم ودفعوا الضرائب وحصلوا على الحماية القانونية. في آرنيم، ذُكرت قصة طبيب يهودي دافع عنه القاضي ضد أحقاد وعداوات عامة الناس. لا يُعرف تاريخ استيطان اليهود في أبرشية أوترخت، لكن السجلات الحاخامية المتعلقة بمبادئ وأحكام الكشروت تزعم أن الوجود اليهود هناك يرجع إلى عصور الرومان. في عام 1444، طُرد اليهود من مدينة أوترخت. مُنع اليهود، حتى عام 1789، من البقاء في المدينة أثناء الليل. تسامح السكان المحليون في قرية مارسن مع اليهود، والتي تبعد مسافة ساعتين عن مدينة أوترخت، لكن حالهم هناك لم يكن سعيدًا. كان مجتمع مارسن واحدًا من أهم المستوطنات اليهودية في هولندا. قُبل اليهود في زيلاند على يد ألبرت دوق بافاريا.
بناء على طلب هولندي، رسّخ الأرشديوق ماتياس السلام الديني في معظم المقاطعات، ثم تكفلت الفقرة 13 من معاهدة اتحاد أوترخت عام 1579 بضمان هذا السلام. بالإضافة لذلك، وفي عام 1581، أعلن نواب المقاطعات المتحدة الاستقلال عبر إصدار مرسوم التخلي الذي أدى إلى خلع فيليب الثاني عن السلطة. جراء هذين الحدثين، لجأ اليهود المضطهدون في إسبانيا والبرتغال إلى الجمهورية الهولندية باعتبارها مكانًا آمنًا.

### اليهود السفارديم
اليهود السفارديون (ويُشار إليهم أحيانًا باليهود الإسبان والبرتغاليين) هم اليهود الذين استوطنوا في سفارد، وسفارد هو الاسم العبري الذي أُطلق على إسبانيا والبرتغال. طُرد اليهود السفارديم أو أُجبروا على التحول إلى الكاثوليكية في أواخر القرن الخامس عشر إثر مرسوم الحمراء الإسباني عام 1492، والمراسيم البرتغالية لاحقًا في عامي 1496 و1497. بقي الكثير من اليهود في شبه الجزيرة الإيبيرية، فمارسوا ديانتهم الجديدة في العلن واليهودية في السر، أو مارسوا طقوس الديانتين معًا (كالأنوسيم واليهود المتخفين والمارانوس). وفّرت المقاطعات الهولندية المستقلة حديثًا والمتسامحة ظروفًا أكثر ملائمة لليهود الذين أرادوا تأسيس مجتمع لهم، وإمكانية ممارسة اليهودية علنًا. كان أبراهام كوهين بيمينتل (توفي في 21 مارس عام 1679) حاخام الكنيس البرتغالي الإسباني في أمستردام، والذي لا يزال قائمًا حتى اليوم، وتُؤدى المراسم فيه باللغة البرتغالية. هاجر اليهود البرتغاليون بشكل رئيس إلى مدينة أمستردام. وبعدما أسسوا حياتهم هناك، جلبوا إلى المدينة علاقات وخبرة جديدة في مجال التجارة. جلب اليهود أيضًا معرفتهم بالملاحة وتقنياتها من البرتغال، ما سمح لهولندا بالشروع في منافسةٍ مع المستعمرات الإسبانية والبرتغالية ضمن مجال التجارة الخارجية في ما وراء البحار.
بعدما رُفض قبول اليهود في ميديلبورخ وهارلم، وصل اليهود الأنوسيم إلى أمستردام عام 1593. كان من بينهم الفنانون المهرة والأطباء والتجار البارزون مثل يعقوب تيرادو، وهو الذي حصل على إذن من السلطات لممارسة اليهودية داخل منزله. عمل أولئك اليهود، والذين أُطلق عليهم اسم «يهود الأمة البرتغالية»، على تحقيق القضايا المشتركة لسكان أمستردام وأسهموا ماديًا في ازدهار البلاد، فكانوا من مناصري عائلة أوراني-ناساو، وتلقوا الحماية من الستاتهاودر. خلال هدنة الأعوام الـ12، نمت تجارة الجمهورية الهولندية بشكل ملحوظ، وتبعتها فترة من التنمية الضخمة. كان هذا الأمر واضحًا في أمستردام، حيث أسس اليهود المارانوس أول ميناء رئيسي وقاعدة للعمليات. أقاموا أيضًا علاقات تجارية أجنبية مع مدن ومناطق في البحر المتوسط، كالبندقية وبلاد الشام والمغرب. كان لسلطان المغرب سفير يهودي في لاهاي اسمه صامويل آل بالاتش، ومن خلال وساطة قام بها عام 1620، أُبرمت اتفاقية تفاهم تجاري مع الساحل البربري.

## وصلات خارجية
- Jewish Encyclopedia article on the Netherlands 1906
- The Destruction of the Jews of the Netherlands During the Holocaust
- Jewish Historical Museum (Amsterdam)
- Demos, Demographic Research (بالهولندية)
- Joods.nl (بالهولندية)
- Masorti Netherlands (بالهولندية)
- Chabad Netherlands (بالهولندية)